# Trinectes fonsecensis
Trinectes fonsecensis is een  straalvinnige vissensoort uit de familie van amerikaanse tongen (Achiridae). De wetenschappelijke naam van de soort is voor het eerst geldig gepubliceerd in 1862 door Günther.
De soort staat op de Rode Lijst van de IUCN als niet bedreigd, beoordelingsjaar 2008.